# Abu Taltal
Abu Taltal (arab. أبو طلطل) – miejscowość w Syrii, w muhafazie Aleppo. W 2004 roku liczyła 1582 mieszkańców.
W czasie wojny domowej w Syrii miejscowość została zajęta przez Państwo Islamskie, jednak 10 lutego 2017 roku armia rządowa odbiła Abu Taltal, podobnie jak inne osiedla w okolicach Al-Bab.